# Санчо I Арагонски
Са́нчо Рами́рес (на испански: Sancho Ramírez de Aragón; на каталонски: Sanç d'Aragó, на френски: Antso Aragoiko; * 1042/1043; † 4 юни 1094) – 2-ри крал на Арагон (Санчо I) от 1063 година и Навара (Санчо V) от 1076 година, син на Рамиро I Арагонски и Жилберта (Ермесинда) дьо Фуа.

## Семейство
Санчо Арагонски се жени два пъти.
Първи брак: през 1065 година (развод 1071) с Изабела, дъщеря на графа на Урхел Ерменгол III; имат един син:
- Педро I Арагон (до 1068 – 1104), крал на Навара и 3-ти крал на Арагон (1094 – 1104).

Втори брак: през 1071 година с Фелисия де Руси, дъщеря на граф Илдуин III Руси; от този брак се раждат:
- Фернандо (1071 – 1086);
- Алфонсо I Воин (1073 – 1134), 4-ти крал на Арагон и крал на Навара (1104 – 1134);
- Рамиро II Монах (1086 – 1157), 5-и крал на Арагон (1134 – 1157).